# Antoni Josep Cavanilles i Palop

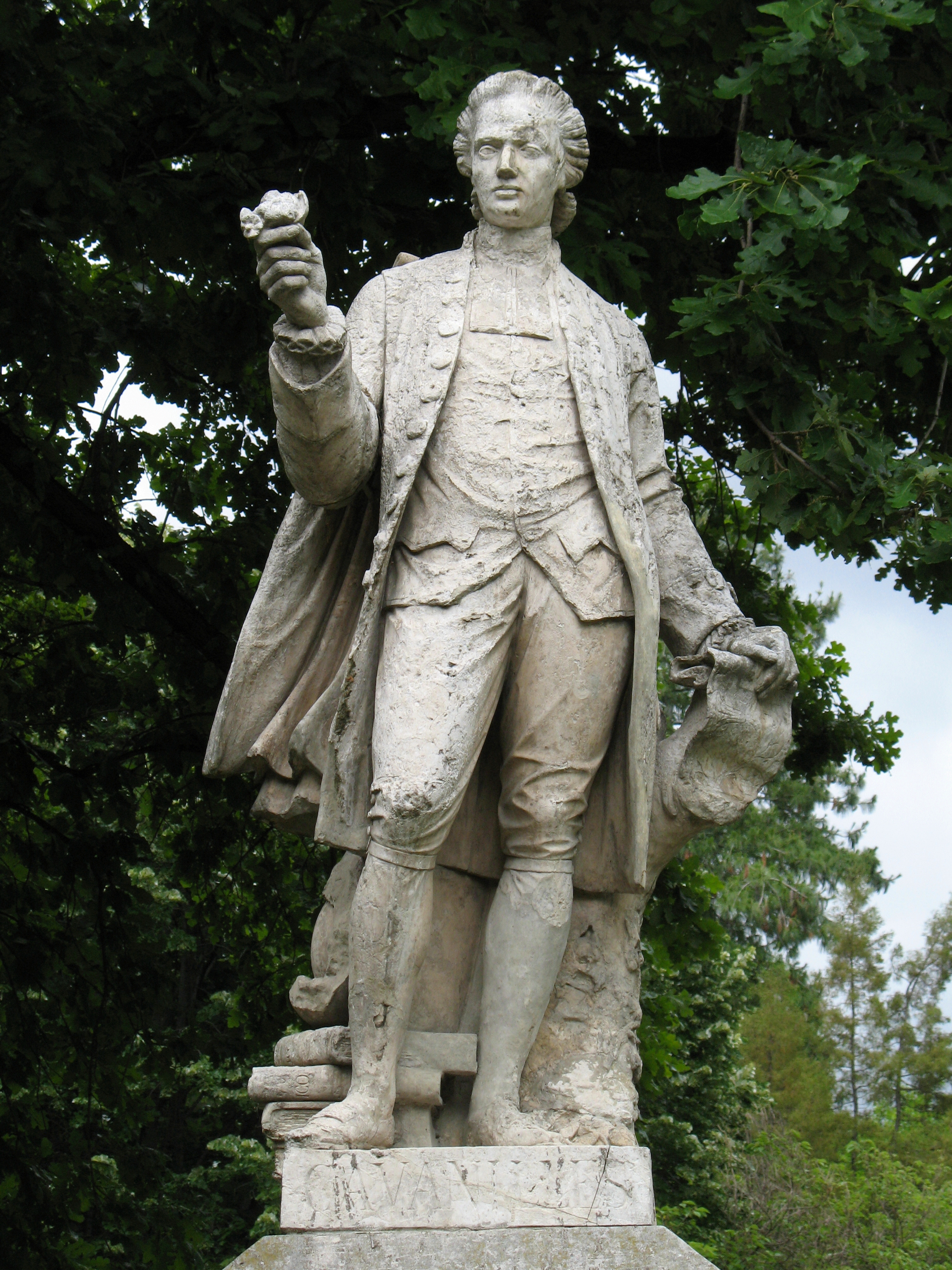
Estàtua de Cavanilles al Reial Jardí Botànic de Madrid feta per l'esculptor José Pagnucci y Zumel

Antoni Josep Cavanilles i Palop (València, 1745 - Madrid, 1804) va ser un sacerdot, botànic i naturalista valencià. Va fer contribucions a l'estudi de la natura del Regne de València i de tota la península Ibèrica. Les seues obres són encara una font fonamental de la història, toponímia, geografia i, per descomptat, flora i fauna del País Valencià. Va ser l'autor de Observaciones sobre la historia natural, geografía, agricultura, población y frutos del Reino de Valencia (1795-1797), que es coneixen popularment amb el nom d'Observaciones de Cavanilles. Científicament, va seguir la classificació sistemàtica de Linné per tal de fer un inventari de la flora peninsular i dirigí el Jardí Botànic de Madrid.

## Biografia
Antoni Josep Cavanilles es va formar amb la Companyia de Jesús al Col·legi de Sant Pau i en octubre de 1759 va començar els estudis de filosofia, en un ambient filojansenista, a la Universitat de València amb Joaquín Llacer, obtenint el títol de Batxiller en 1761 i de mestre en 1762, any en què va iniciar els estudis de teologia, i en 1766 va obtenir el Doctorat. El 1767 i el 1768, després de finalitzar els estudis, va opositar, sense èxit, a la càtedra de Lògica. Va tornar a provar sort l'any següent, el 1769, aquesta vegada amb la càtedra de Matemàtiques, també a la Universitat de València, però de nou va fracassar en l'intent.
Va començar a exercir de preceptor dels fills de Teodomiro Caro de Briones i amb ell va viatjar a Oviedo quan Caro de Briones fou nomenat regent de l'Audiència d'Astúries, i va ser allí on, el 1771, va rebre la primera tonsura per a, l'any següent, el 1772, ser consagrat prevere. Es van treslladar a Madrid en ser Caro de Briones nomenat Conseller d'Índies. Poc després, el 1774, va morir el seu mentor, la qual cosa el va conduir a treballar com a professor de lògica al seminari de San Fulgencio, a Múrcia.
El gener de 1776, va ser finalment contractat com a capellà del duc de l'Infantat i preceptor dels seus fills. Al servei de la Casa de l'Infantado, es va traslladar a París en 1777, on van acompanyar al marques del Viso a fi de consultar els metges francesos sobre la seva salut amb les darreres innovacions científiques. També els acompanyava el marquès de Santa Cruz, i José de Viera y Clavijo, il·lustrat canari que havia estat preceptor del marqués del Viso, i encara n'estava al servei. Cavanilles i els fills del duc van seguir cursos de física de Joseph Aignan Sigaud de La Fond i Jean-Jacques Filasier, ciències naturals de Jacques-Christophe Valmont de Bomare, i química i mineralogia de Balthazar-Georges Sage. El 1778 els ducs i els seus fills, amb Cavanilles, es van quedar a París mentre que la resta tornava a Madrid atesa la fràgil salut del marquès del Viso. Els estudiants es van iniciar en l'estudi de les plantes amb les classes de botànica de l'abat Chaligny i el 1783 va acudir al Jardí del Rei, lloc on començaria el seu camí com a botànic, sota la tutela d'André Thouin i Antoine-Laurent de Jussieu. A París va participar en diverses tertúlies i gabinets, però també va ser l'època en què comença a mantenir correspondència amb els principals naturalistes europeus, que no van tardar a reconèixer-ne els mèrits, així com amb societats científiques, que aviat el van acollir al seu si, i amb els il·lustrats espanyols, a qui feia partícips del moviment intel·lectual francès, entre ells José de Viera i Joan Baptista Muñoz i Ferrandis.
Cavanilles va seguir amb els seus estudis d'història natural i cap al 1781 va començar a aprofundir en la botànica i va rebre l'encàrrec de cultivar l'herbari de duc a la casa de camp de Chevrette, on va tenir l'oportunitat d'aprofunditr-ne en els coneixements a Paris i amb els seus continus viatges a Lovaina i Brussel·les, on els ducs passaven els estius, tot acumulant 800 espècies i progressivament preferint els estudis de camp a les classes. El 1784, preocupat per la imatge que es podia donar d'Espanya, Floridablanca el va autoritzar a rebatre l'entrada dedicada a l'estat, amb col·laboració dels il·lustrats espanyols i dels jesuïtes exiliats a Itàlia. Entre 1785 i 1789 publicà els primers vuit volums de Monadelphiae Classis Dissertationis decem, on va descriure un gran nombre de plantes.
El 1789, la Revolució Francesa va truncar el seu desig de dirigir el Jardí del Rei i Cavanilles va tornar a Madrid, en canvi el duc es va quedar i a la mort del seu pare en 1790 quan fugia de França a Alemanya els va obligar a retornar a Madrid. De tornada a Madrid a partir de 1790 participa en la difusió de llibres francesos de totes les matèries (ciències, geografia, viatges, religió...) entre els aristòcrates i intel·lectuals espanyols mitjançant les amistats amb editors i llibreters que va fer en els seus anys de vida a París, en especial amb el llibreter Jean Baptiste Fournier, introduint 700 llibres prohibits a Espanya com l'Encyclopédie française o els Faules de La Fontaine. Després de publicar els dos darrers volums de Monadelphiae Classis Dissertationis decem, a principi del 1791 va rebre del rei Carles IV d'Espanya l'encàrrec d'elaborar una Historia natural de España, que ell va acabar per restringir al País Valencià amb Observaciones sobre la historia natural, geografía, agricultura, población y frutos del reino de Valencia. Entre 1791 i 1793, durant el recorregut per la seva terra natal, alhora que qüestionava l'estructura social de l'Antic Règim, Cavanilles va acumular dades sobre la producció i població del territori, plasmant en la descripció dels seus viatges les diferents tècniques i ciències de l'època com ara la botànica, agronomia, geologia, hidrologia, medicina, geografia, cartografia, arqueologia i indústria, descrivint un clar programa reformista i les teories modernes sobre l'aprofitament ordenat dels recursos naturals i el desenvolupament sostenible. La seva interpretació sobre les coses que anotava, sempre crítica, es va orientar a oferir als propietaris els mitjans adequats per desenvolupar les terres. Tanmateix, es va reservar les crítiques més dures per als terratinents —incloent-hi els ordes religiosos—, especialment per a aquells que jugaven amb la salut de la població amb la intenció de potenciar el cultiu d'arròs en zones artificialment pantanoses. Però, no tot va quedar aquí, perquè Cavanilles va saber utilitzar els corresponsals perquè divulguessin per tot Europa les seves opinions sobre aquest cultiu.
En paral·lel va publicar entre 1791 i 1801 sis volums d'Icones et descriptiones plantarum, quae aut sponte in Hispania crescuunt, aut in hortis hospitantur amb il·lustracions originals de gran valor i bellesa fetes per ell mateix, en la qual descriu 712 plantes de la Península Ibèrica, Amèrica, les Filipines i Austràlia.
El 1799, va rebre del secretari d'Estat, Mariano Luis de Urquijo, l'encàrrec d'editar una revista científica, Anales de Historia Natural, un projecte gestat per José Clavijo i portat a la pràctica per Christian Hergen, Joseph Louis Proust i Domingo García Fernández i el mateix Antonio José Cavanilles. Seria en aquests Anales de Historia Natural, transformats a partir de gener del 1801 en Anales de Ciencias Naturales, i que va durar fins al 1804 i on va deixar una àmplia producció escrita
A mitjan juny del 1801, va aconseguir el seu anhel més gran: la direcció única del Reial Jardí Botànic de Madrid i, amb aquesta, el control de les activitats botàniques a tot el territori de la monarquia. Va reorganitzar el jardí, va sistematitzar i incrementar els herbaris, que el 1804 ja tenien 12.000 espècies, el dipòsit de llavors, les col·leccions de plantes vives i la biblioteca, i amb nombrosos actes públics va fomentar la difusió científica. No obstant això, gairebé no en va poder gaudir de la glòria. Va morir la nit del 10 de maig de 1804, cedint el seu herbari, dibuixos originals, biblioteca i manuscrits al Reial Jardí Botànic de Madrid, on encara es conserven.

## Premi Cavanilles
El Premi Cavanilles és un premi anual destinat a persones o entitats vinculades a la recerca, protecció i promoció del món de l'excursionisme i del patrimoni cultural i natural valencià lliurat pel Centre Excursionista de València.

## Obra publicada
- Observations de M. l'abbé Cavanilles sur l'article Espagne de la Nouvelle Encyclopédie, París, 1784
- Monadelphiae classis dissertationes decem; París, 1785-1790.
- Observaciones sobre la Historia Natural, Geografía, Agricultura, población y frutos del reyno de Valencia, Madrid, 1795-1797
- Icones et descriptiones plantarum, quae aut sponte in Hispania crescunt, aut in hortis hospitantur..., Madrid, 1791-1801
- Descripción de las plantas que D. Antonio Josef Cavanilles demostró en las lecciones públicas del año 1801, precedida de los principios elementales de la Botánica. [...], Madrid, 1802
- Géneros y especies de plantas demostradas en las lecciones públicas del año 1802, Madrid, 1803